# Hofmeisteria
Hofmeisteria là một chi thực vật có hoa trong họ Cúc (Asteraceae).

## Loài
Chi Hofmeisteria gồm các loài: